# 郭璞墩
郭璞墩又称郭仙墩，俗称墩子山，位于中国江苏省南京市玄武区玄武湖公园环洲西北部一隆起的小山上、假山瀑布与芳桥之间，为纪念晋代文学家、训诂学家郭璞而修建的衣冠冢，也是湖区内的最高点。明嘉靖时曾在墩上设圣谕亭供人凭吊，1934年重建亭并立碑以纪念。